# Niijima, Tokyo

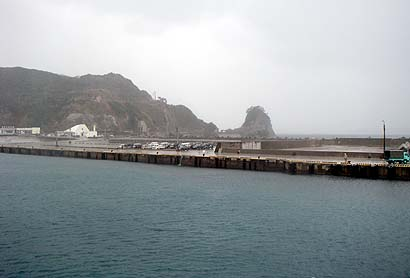
Cảng Niijima

Niijima (新島村 (Tân Đảo thôn) Niijima-mura) là một làng thuộc quần đảo Izu, Ōshima, Tokyo, Nhật Bản. Làng này nằm trên các đảo Niijima và Shikinejima, nổi tiếng với các điểm onsen (suối nước nóng) và bia địa phương.